# Parque Felipe Guevara Rojas
El parque Felipe Guevara Rojas es un parque amplio arbolado de la ciudad de Maracay, Venezuela. Está delimitado por inmuebles en sus costados este y oeste, pero abierto al norte y sur, hacia la calle Santos Michelena y la avenida Bolívar. El parque lleva el nombre del doctor Felipe Guevara Rojas, quien además de médico, fue investigador y catedrático, así como ministro de Instrucción Pública.
Este parque fue creado entre 1938 y 1940 bajo el nombre Parque de los Niños, y en él destacan las cercas en hierro colado y en hierro forjado que lo delimitan en sus costados norte y sur respectivamente. Las paredes que sirven de base al enrejado sur lucen desde 2003 un mural en recortes de cerámica del artista plástico J. J. Moros.
El parque Felipe Guevara Rojas forma parte de la ruta cultural de Maracay, la cual comienza desde la plaza Bolívar, pasando por el teatro de la Ópera, y se extiende hasta el parque Santos Michelena, la cual incluye también espacios como la plaza Parque Bicentenario, el bulevar Pérez Almarza y el teatro Ateneo.
El 15 de junio de 2018 el parque fue reinaugurado, la remodelación estuvo a cargo del arquitecto Luis Chaumer en el año 2014, fecha en que se inició su intervención.

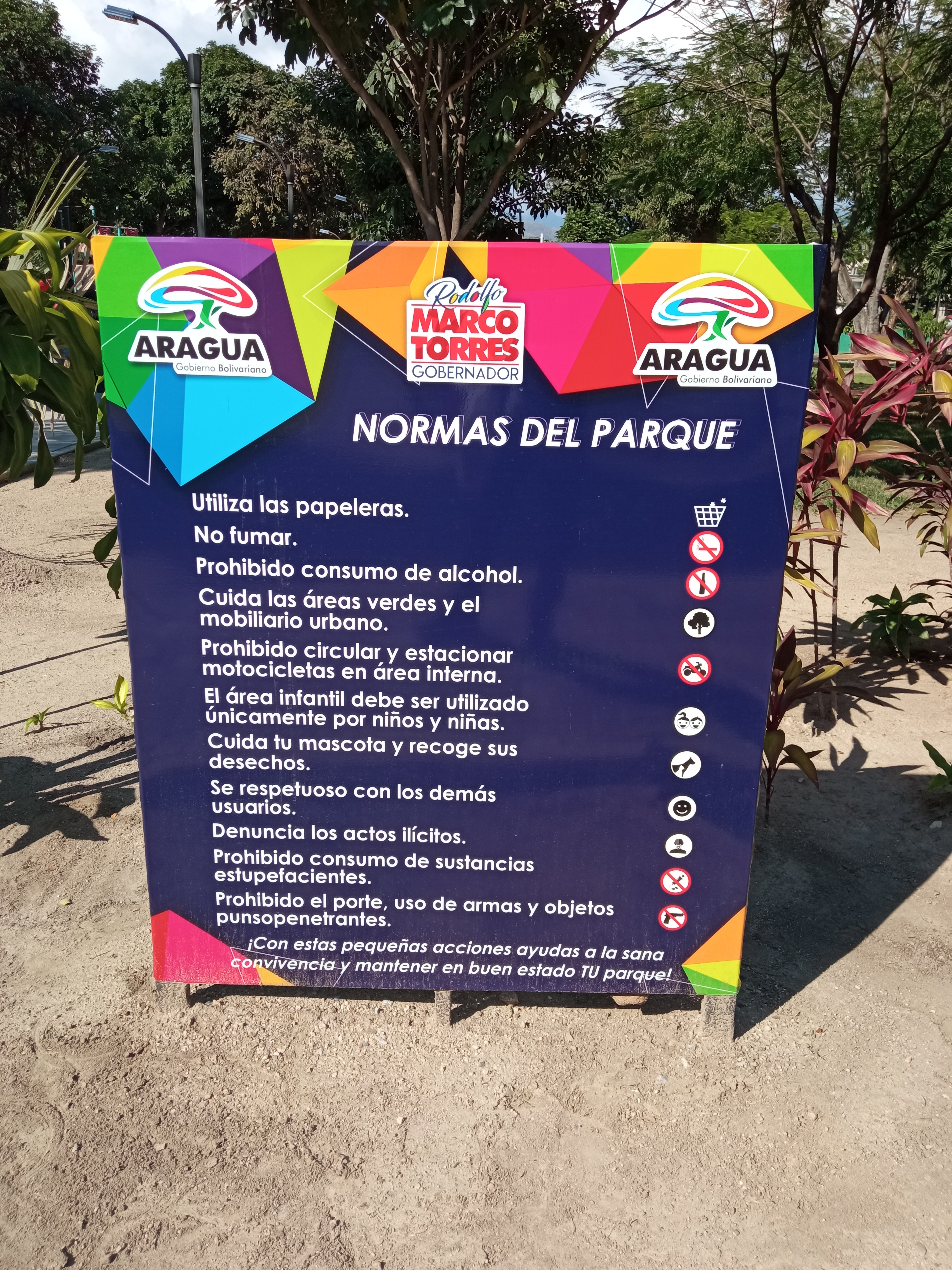
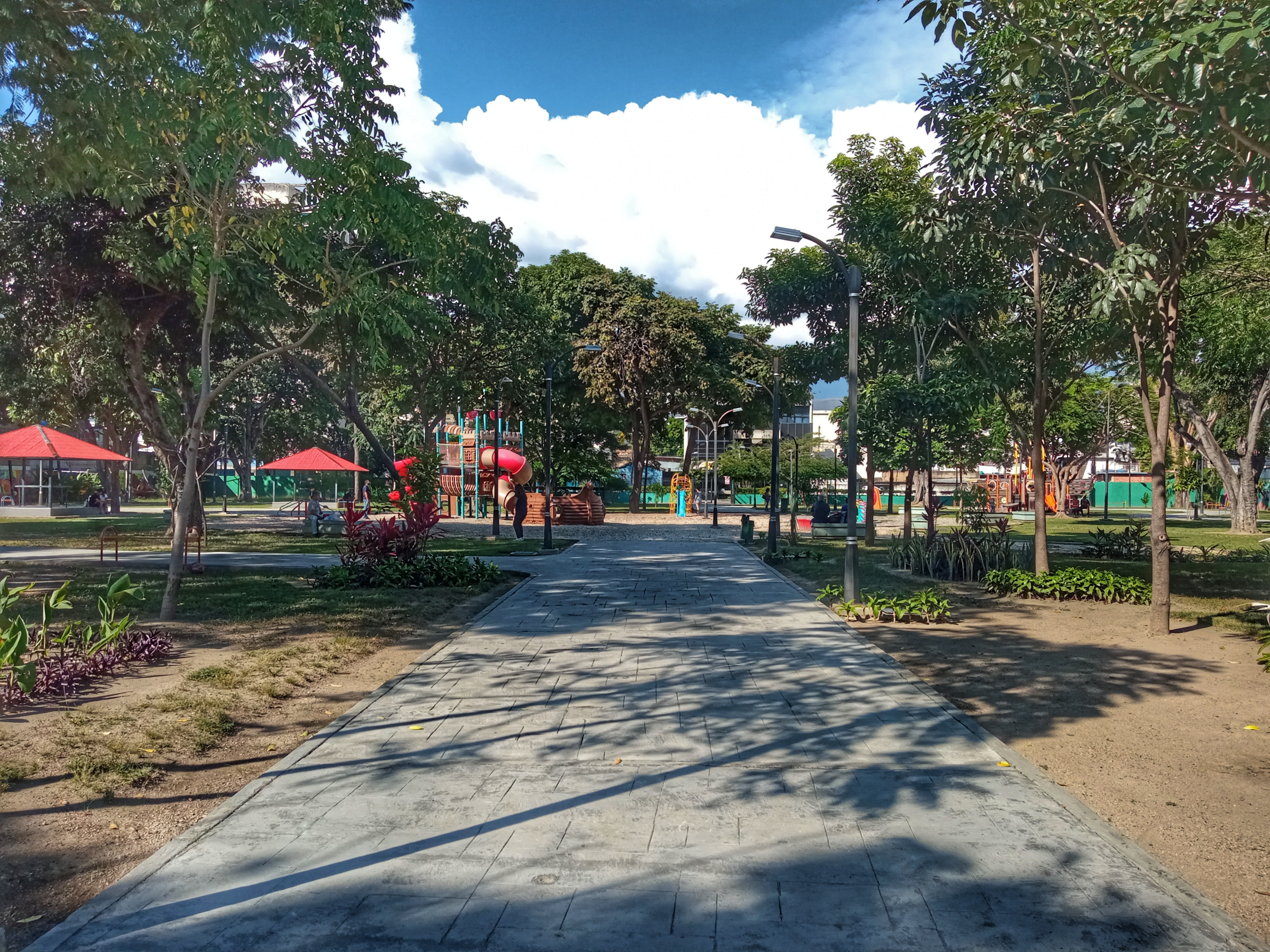
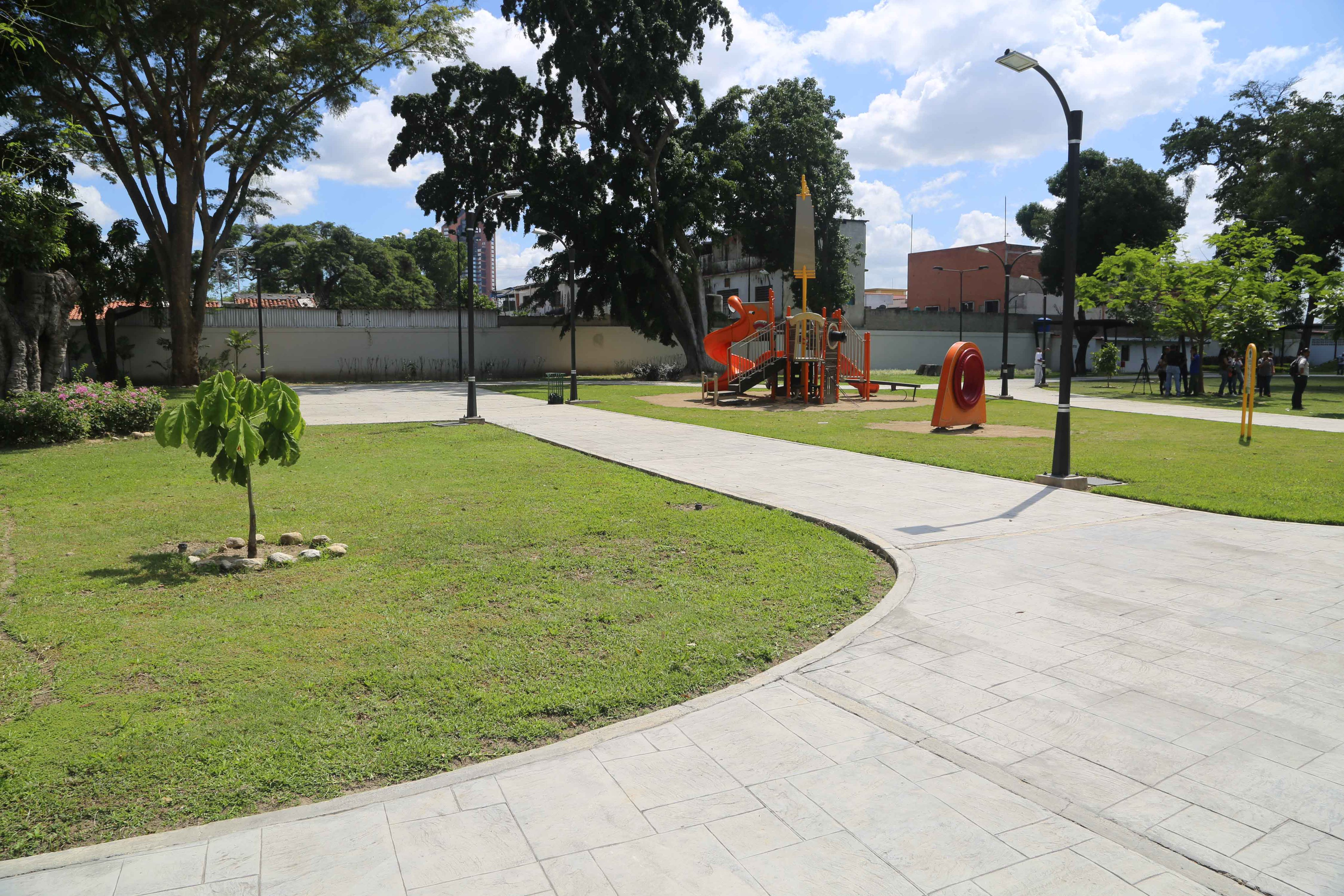
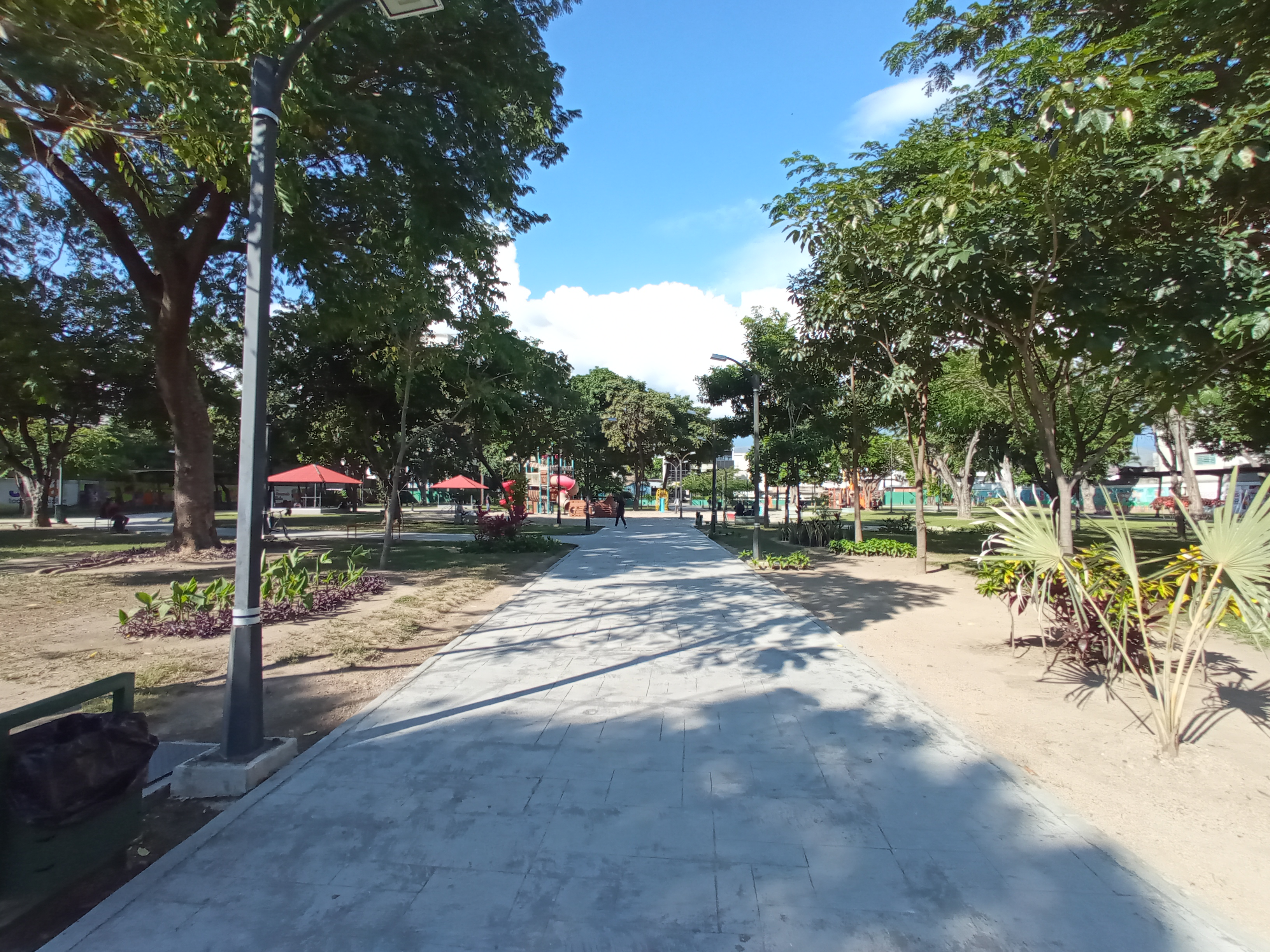